# ジョルジュ・レイグ (軽巡洋艦)
| 1940年時のジョルジュ・レイグ | |
| 艦歴                         | |
| 発注                         | ペノエ社サン＝ナゼール造船所 |
| 起工                         | 1933年9月21日 |
| 進水                         | 1935年3月24日 |
| 就役                         | 1937年11月15日 |
| 退役                         | 1959年 |
| その後                       | 1943年1月に自由フランス軍にて再就役。 1959年11月に解体処分。 |
| 除籍                         | 1959年 |
| 性能諸元                     | |
| 排水量                       | 基準：7,600トン 満載：9,100トン 10,850トン（1943年） |
| 全長                         | 179.5m |
| 水線長                       | 172.0m |
| 全幅                         | 17.5m |
| 吃水                         | 5.35m（満載） |
| 機関                         | アンドレ式重油専焼水管缶4基 +パーソンズ式ギヤード・タービン2基2軸推進 |
| 最大出力                     | 84,000hp |
| 最大速力                     | 31.0ノット |
| 航続距離                     | 18ノット/5,500海里 |
| 燃料                         | 重油：1,569トン |
| 乗員                         | 540名 |
| 兵装（竣工時）               | 15.2cm（55口径）三連装速射砲3基 9cm（50口径）連装高角砲4基 オチキス 13.2mm（76口径）連装機銃4基 55cm連装魚雷発射管2基                                                              |
| 兵装（1945年時）             | 15.2cm（55口径）三連装速射砲3基 9cm（50口径）連装高角砲4基 4cm（56口径）四連装機関砲6基 エリコン 2cm（76口径）単装機関砲16基 55cm連装魚雷発射管2基                                 |
| 装甲                         | 舷側：105mm（水線部）、20mm（水密隔壁） 甲板：38mm（最厚部） 主砲塔：100mm（前盾）、50mm（側盾・天蓋）、40mm（後盾） バーベット：95mm（最厚部） 司令塔：95mm（側盾）、50mm（天蓋） |
| 航空兵装                     | 水上機：3機 カタパルト：1基（1943年に撤去） |

ジョルジュ・レイグ （Croiseur Georges Leygues） はフランス海軍のラ・ガリソニエール級軽巡洋艦の1隻である。艦名はフランスの海相であるジョルジュ・レイグ（Georges Leygues）に因む。

## 艦歴
「ジョルジュ・レイグ」はA C de la ロワール・ペノエ社サン＝ナゼール造船所にて1333年9月21日起工、1936年3月24日進水、1937年11月15日に竣工した。就役後の「ジョルジュ・レイグ」はブレストに司令部を置く大西洋艦隊に所属した。1939年にカサブランカ方面の哨戒任務に就いた。
フランスの降伏後の1940年4月にはメルセルケビル港に移動し、現地でヴィシー政権に属し、フランス領北アフリカのアルジェ港に留まった。連合軍のメルセルケビル海戦以降は北アフリカよりトゥーロンに移動した。ヴィシー政権は1940年9月9日に植民地の支配維持のため本艦の姉妹艦「モンカルム」「グロワール」と大型駆逐艦「ル・マラン」「ル・ファンタスク」「ローダシュー」をツーロンから出撃させた。この艦隊は9月11日に妨害を受けることなくジブラルタル海峡を通過し、9月12日にカサブランカに到着した。9月18日、3隻のフランス巡洋艦はダカールを出航しガボンへ向かったが、オーストラリア海軍の重巡洋艦「オーストラリア」とイギリス海軍の重巡洋艦「カンバーランド」に発見されリーブルヴィル沖で追跡してきた二隻と戦闘になり、本艦は「オーストラリア」を退けたが、機関の故障で僚艦より離れてしまった「グロワール」は「オーストラリア」に捕捉され、カサブランカに送られた。本艦と「モンカルム」はダカールへと帰還した。（ダカール沖海戦を参照）
1941年8月に本艦はフランス本国からカサブランカへ金塊の輸送任務に就いた。1942年のトーチ作戦により北アフリカ行政の最高責任者であったダルラン元帥は連合軍への停戦を受諾したことにより本艦は連合軍側に所属する事となった。4月より自由フランス海軍の艦艇として再就役してダカールを母港にして大西洋方面の哨戒任務に就いた。
1943年4月13日未明、「ジョルジュ・レイグ」は船を発見。敵であるように見られたため「ジョルジュ・レイグ」は90㎜砲を発射した。その船はドイツの封鎖突破船「Portland」であり、自沈した。
アメリカのフィラデルフィアで7月から11月にかけて近代化改装を受け、艦橋の背後に四脚型のマストを新設して各種レーダーの装備と対空機関砲の更新が行われた。その後1944年1月まで南大西洋で任務に就いた。同年2月に連合軍のイタリア侵攻でコルシカ島へ軍隊を輸送する船団の護衛を行い、その後はノルマンディー上陸作戦や南フランス上陸作戦の支援についた。その後、1945年にイタリアのジェノヴァへの艦砲射撃を行った。その後、カサブランカで1946年1月まで整備に入った。インドシナ戦争時には艦砲射撃に就いた。（第一次インドシナ戦争） 1959年に除籍後、11月に解体処分となった。

## 参考図書
- 「世界の艦船 増刊第50集 フランス巡洋艦史」（海人社）
- 「世界の艦船 1986年1月増刊号 近代巡洋艦史」（海人社）
- 「世界の艦船 2010年1月増刊号 近代巡洋艦史」（海人社）
- 「Conway All The World's Fightingships 1860-1905」（Conway）
- 「Conway All The World's Fightingships 1906-1922」（Conway）